# Nitrobacter
I Nitrobacter sono ceppi di batteri specializzati nella trasformazione dei Nitriti in Nitrati nelle fasi della trasformazione dell'ammoniaca nel ciclo d'azoto.
La presenza di ossigeno fa sviluppare batteri aerobi utili (Nitrosomonas) alla trasformazione della Ammoniaca in Nitriti (NO2-)  e altri batteri aerobi utili (Nitrobacter) che trasformano i Nitriti (NO2-)  in Nitrati (NO3-), questo processo di trasformazione è parte del cosiddetto ciclo dell'azoto.
I Nitrobacter, così come i Nitrosonomas, fanno parte degli Eubacteria, una delle divisioni del regno dei Prokaryota.
Questi sono batteri chemiolitotrofi autotrofi, ovvero organismi autotrofi che sfruttano l'energia derivante da reazioni chimiche di ossidazione tra sostanze inorganiche (litotrofia) per produrre materia organica. 
Nitrobacter e Nitrosonomas giocano un ruolo fondamentale per quanto riguarda la fertilità del suolo, essi infatti arricchiscono il terreno di nitrati.